# Ниси
Ниси (грч. Νησί) је приморско насељено место у општини Полигирос у периферији Средишња Македонија, Грчка. Према попису из 2021. године било је 27 становника.
Насеље је подигнуто седамдесетих година 20. века и први пут се помиње на попису из 1981. године са једним становником.